# 鲁西村
鲁西村（法語：Roussy-le-Village，法語發音：[ʁusi lə vilaʒ]）是法国摩泽尔省的一个市镇，位于该省西北部，属于蒂永维尔区。

## 地理
鲁西村（49°27'25"N, 6°10'25"E）面积12.5 平方千米，位于法国大東部大區摩泽尔省，该省份为法国东北部内陆省份，是洛林的一部分，西南接默尔特-摩泽尔省，东临下莱茵省，北与卢森堡和德国接壤。
与鲁西村接壤的市镇（或旧市镇、城区）包括：大埃唐日、布斯特、大布雷斯特罗、下伦根、祖夫根。
鲁西村的时区为UTC+01:00、UTC+02:00（夏令时）。

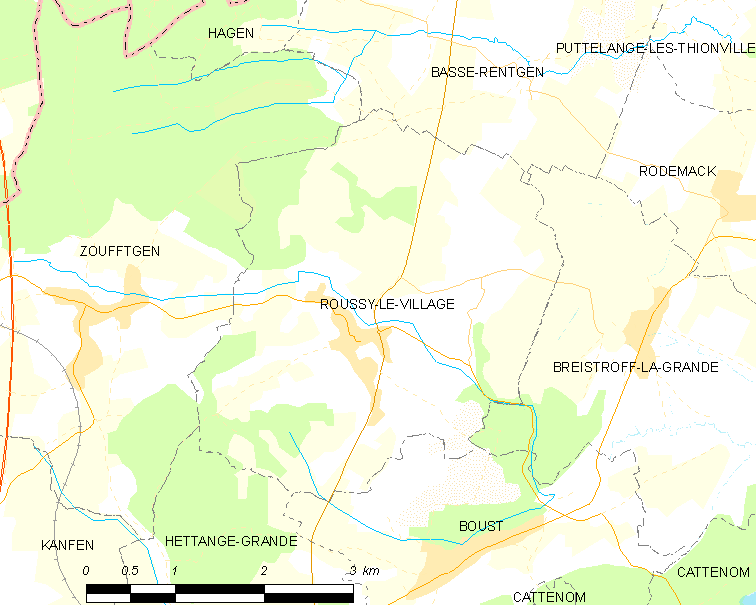
鲁西村的OSM定位图

## 行政
鲁西村的邮政编码为57330，INSEE市镇编码为57600。

## 政治
鲁西村所属的省级选区为于茨县。

## 交通
摩泽尔省省道D56线和D653线在境内交汇。

## 人口

1962-2008年间鲁西村人口变化图示

鲁西村于2022年1月1日时的人口数量为1559人。